# Voútyro
Voútyro (grec moderne : Βούτυρο) est une localité située dans le dème de Karpenísi, dans le district régional d'Eurytanie, dans la périphérie de Grèce-Centrale, en Grèce.
Selon le recensement de 2021, elle compte 73 habitants.